# Julián Ercolini
Julián Daniel Ercolini (Buenos Aires, Argentina, 1962) es un procurador, catedrático de universidad y juez argentino. Actualmente se desempeña como juez en el Juzgado en lo Criminal y Correccional Federal N.º 10 de la Ciudad Autónoma de Buenos Aires.

## Biografía

### Formación académica
Julián Daniel Ercolini nació en 1962 en la ciudad de Buenos Aires y obtuvo su título de abogado y procurador a los 28 años de edad en la facultad de derecho y ciencias sociales de la Universidad de Buenos Aires. 
En el año 2003 hizo un posgrado de especialización en administración de justicia, con orientación en derechos penal y procesal penal.

### Trayectoria en el Poder Judicial
Se inició en el Poder Judicial como auxiliar en la Justicia de Menores de Morón, y luego de recibirse fue secretario en el Juzgado Federal en lo Criminal y Correccional N° 2 de San Martín. 
En 1994 ingresó a la Cámara Federal de la Capital Federal para trabajar como relator de Horacio Vigliani. Trabajó en la Cámara Federal hasta 2001. Luego fue designado Coordinador de Investigaciones de Fraudes contra el Estado de la Oficina Anticorrupción y fue Secretario Letrado en la Corte Suprema de Justicia de la Nación.
A partir de su designación como secretario en la Corte, integró tres ternas de concursos destinados a ocupar juzgados federales de primera instancia: en Morón, Tres de Febrero y Capital Federal. En el primer caso, su nombre no fue elegido por el Poder Ejecutivo. Sin embargo, en septiembre de 2004 su pliego para ocupar uno de los cuatro juzgados federales vacantes de la Capital Federal llegó al Senado y en octubre asumió como titular del Juzgado Federal N° 10.
Entre los expedientes más importantes que ha manejado se encuentran la causa por enriquecimiento ilícito de Néstor Kirchner (quien era defendido por el Estudio Righi), la denuncia de Carrió contra Kirchner en 2008 por asociación ilícita y la causa por la apropiación de Papel Prensa.

### Docencia
Ercolini comenzó a ejercer la docencia en la cátedra de Esteban Righi cuando tenía 26 años.
Además, ha sido docente de la Universidad de San Martín y la Universidad de la Patagonia. 
Profesor Adjunto regular de Elementos Derecho Penal y Procesal Penal, Ciclo Profesional Común (UBA), del Ciclo Profesional Orientado (UBA) y de Derecho Penal y Procesal. Penal (Proyecto UBA XXII Unidades Penitenciarias)[cita requerida]
Profesor de Derecho Penal Profundizado en el posgrado Escuela Judicial de Buenos Aires (FUNDESI-Universidad de San Martín y FUNDESI–Escuela Superior de Derecho, Universidad de la Patagonia Trelew y Comodoro Rivadavia).

## Críticas y controversias
Trascendió en los medios que trabajó como "asesor" de prensa para el ministro Germán Garavano del gobierno de Mauricio Macri.
Ercolini se encuentra a cargo de la causa que investiga en la justicia federal la muerte del fiscal Alberto Nisman, como así también investiga delitos en el pago de la obra pública durante el gobierno de Cristina Fernandez de Kirchner.Fue el juez que elevó a juicio oral el caso Vialidad, por el que la expresidente Fernández de Kirchner recibió, junto a otros imputados, una condena por fraude al Estado Nacional, que se encuentra actualmente apelada bajo estudio de Casación Federal.

### Escándalo de Lago Escondido
En octubre de 2022, participó en  reunión en la propiedad privada de Joe Lewis en Lago Escondido con jueces, fiscales y empresarios.